# Додумался, поздравляю!
«Додумался, поздравляю!» — советский художественный фильм-комедия, снятый в 1976 году на Втором творческом объединении киностудии «Мосфильм» режиссёром Эдуардом Гавриловым по сценарию Анатолия Усова. Премьера состоялась 5 января 1977 года.

## Сюжет
Чернову Юре было 14 лет, он был застенчив и учился в шестом классе, страдая от своих незаметности и робости. По состоянию здоровья подросток был освобождён от занятий физкультурой и вместо неё ходил на уроки по рукоделию, из-за чего в школе над ним частенько насмехались. Но однажды Юра переехал в порт Находку, потому что туда перевели его отца, и у мальчика появился шанс начать новую жизнь. Решив стать лидером класса, парнишка начал смело себя вести. Но его поведение разозлило новых одноклассников, и они собрались поколотить новичка. В испуге Юра заявил, что он боксёр со вторым юношеским спортивным разрядом. Ребята поверили ему и затеяли создание боксёрской секции. А когда в город в гости приехал мальчик с первым разрядом по боксу, новые друзья организовали Чернову матч с приезжим. В спортивной схватке Юра случайно попал в соперника и отправил того в нокаут. Несмотря на то, что для Чернова изображение из себя «решительного человека» завершилось благополучно, он понял, что выбранный им путь самоутверждения был неправильным.

## Съёмочная группа
| Автор сценария                                     | Анатолий Усов                                     |
| Режиссёр-постановщик                               | Эдуард Гаврилов                                   |
| Оператор-постановщик (в титрах — главный оператор) | Георгий Куприянов                                 |
| Художник-постановщик                               | Александр Кузнецов                                |
| Композитор                                         | Тихон Хренников                                   |
| Режиссёр                                           | Н. Птушко                                         |
| Оператор                                           | В. Милиоти                                        |
| Звукооператор                                      | Т. Баталова                                       |
| Монтажёр                                           | Л. Милиоти                                        |
| Автор текстов песен                                | Михаил Матусовский                                |
| Дирижёр                                            | Владимир Васильев                                 |
| Оператор комбинированнх съёмок                     | В. Комаринский                                    |
| Художник комбинированных съёмок                    | Б. Вольский                                       |
| Художник-костюмер                                  | Г. Кузнецова                                      |
| Художник-гримёр                                    | А. Маслова                                        |
| Ассистенты режиссёра                               | Л. Бондаренко                                     |
| Ассистенты режиссёра                               | Г. Торчинский                                     |
| Ассистенты оператора                               | В. Логунов                                        |
| Ассистенты оператора                               | Г. Потапов                                        |
| Художник-фотограф                                  | В. Курносов                                       |
| Художники-декораторы                               | Ю. Усанов                                         |
| Художники-декораторы                               | Е. Нарваткин                                      |
| Мастер по свету                                    | А. Квардаков                                      |
| Редакторы                                          | Л. Цицина                                         |
| Редакторы                                          | Александр Бородянский (в титрах — Л. Бородянский) |
| Музыкальный редактор                               | Раиса Лукина                                      |
| Консультанты                                       | генерал-майор Д. Шкруднев                         |
| Консультанты                                       | генерал-майор А. Ануфрийчук                       |
| Художественный руководитель                        | Ролан Быков                                       |
| Директор картины                                   | Владимир Москалейчик                              |

## В главных ролях
- Алёша Ершов — Юра Чернов
- Наташа Тенищева — Светлана
- Юра Юрьев — Головин
- Люся Мухина — Татьяна
- Роман Мадянов — Лаврик
- Андрей Карпов — Петраков
- Лена Зубкова — Верочка

## В ролях
- Галина Польских — Людмила Леонидовна[4], мать Юры Чернова
- Олег Анофриев — Евгений Чернов[5], отец Юры Чернова
- Оксана Костя — Фолимонова
- Серёжа Молчанов — Выпин
- Игорь Кожевников — Суровцев
- Гиули Чохонелидзе — Сухиашвили, полковник (озвучен Леонидом Каневским[6])
- Валерий Козинец — Рыжкин, прапорщик
- Ренат Зарипов — внук из Арсеньева
- Андрей Широков — чистюля
- Андрей Коробов — остряк
- Лена Исаева — сплетница
- Лена Скидоненко — сплетница
- Гоша Корольков — активист
- Любовь Соколова — классная руководительница
- Галина Комарова — учительница математики
- Роман Трухманов — эпизод
- Саша Трухманов — эпизод
- Павел Генералов — эпизод
- Андрей Тимофеев — эпизод
- Слава Кузнецов — эпизод
- Надя Сироткина — эпизод
- Владимир Качан — эпизод
- Оля Карпенко — эпизод
- Елена Санаева — эпизод (в титрах: Л. Санаева)
- Оля Гурова — эпизод
- Александр Карпенко — эпизод
- Юрий Кузьменков — эпизод

## Производство и прокат
Цветной широкоэкранный фильм «Додумался, поздравляю!» был снят в 1976 году на киностудии «Мосфильм» (Второе творческое объединение). В нём 9 частей общей длиной 2377 метров. Вышел на экраны 5 января 1977 года.

## Музыка
Для фильма композитором Тихоном Хренниковым были написаны две песни на слова Михаила Матусовского: «Дорогие мои мальчишки» и «Песенка в купе».
Идущую во время вступительных титров песню «Как вы рано взрослеете мальчики» (музыка Тихона Хренникова, слова Михаила Матусовского) исполнила Елена Камбурова.

## Критика
В 1981 году старший редактор «Союзинформкино» Л. Федякина на страницах журнала «Вожатый» охарактеризовала снятый Эдуардом Гавриловым в 1976 году на «Мосфильме» фильм «Додумался, поздравляю!» как рассказ о мальчике, который желал стать авторитетным среди одноклассников, о том, каким образом ему удалось этого добиться, и о том, что ему пришлось хорошо усвоить, что помощниками в завоевании авторитета не могут быть ни уловки, ни хитрость.